# Trentepohlia (Mongoma) subpennata
Trentepohlia (Mongoma) subpennata is een tweevleugelige uit de familie steltmuggen (Limoniidae). De soort komt voor in het Australaziatisch gebied.